# Mörttjärnen (Degerfors socken, Västerbotten, 716726-166974)
Mörttjärnen är en sjö i Vindelns kommun i Västerbotten och ingår i Umeälvens huvudavrinningsområde.